# Volley16wien
Der Verein volley16wien, ursprünglich WAT Ottakring Sparte Volleyball, ist ein Volleyballverein aus Wien, besteht schon mehr als 15 Jahre und wird seit 1999 zunächst als Sparte und später als eigenständiger Verein vom jetzigen Vorstand eigenverantwortlich und selbständig verwaltet. Im Juni 2003 wurde der Verein volley16wien von denselben Vorstandsmitgliedern gegründet. volley16wien verfolgt nicht nur den Zweck Leistungsmannschaften zu bilden, sondern es ist den Funktionären auch wichtig, für alle motivierten Mädchen, unabhängig von deren körperlichen und sozialen Voraussetzungen den für sie am besten geeigneten Platz im Verein unter sozial kompetenter Betreuung zu schaffen. Soziales Miteinander unter fachgerechter Betreuung ist das Kredo des Vereins.

## Erfolge der letzten Jahre
Im Jahr 2001 schaffte das erfolgreiche Trainerteam rund um Andreas Majoros den Aufstieg in die WVL (höchste Spielklasse) mit fast exakt der Mädchenmannschaft, die es drei Jahre davor übernommen hatten. Das Durchschnittsalter der Mannschaft war um die 19 Jahre. Seit damals konnte der Bundesligaplatz in der WVL ausschließlich mit Spielerinnen aus dem eigenen Nachwuchs verteidigt werden. Es konnte sogar der 3. Platz im österr. Cup mit der WVL-Mannschaft von volley16wien erzielt werden, in der Saison 2005/06 das U21 Final Four und 2006/07 der Vizemeistertitel. Der größte Erfolg bisher in der WVL gelang in der Saison 2006/07 mit dem Erreichen des 5. Platzes in der WVL Meisterrunde. Fast alle Wiener Nachwuchsmeisterschaften wurden während der letzten 9 Jahre gewonnen und der Verein kann stolz auf viele Siege der Österr. U19 Meisterschaften sein. In den letzten neun Jahren waren 17 Spielerinnen in der Damennationalmannschaft, 26 in den Nachwuchsnationalmannschaften und 45 in den Wr. Nachwuchskadern aktiv. Neben den sportlichen Erfolgen im Leistungsbereich wurden zwei Breitensportmannschaften gegründet. In sechs Partnerschulen bereiten Betreuer des Vereins Mädchen auf die Schülerliga vor. In der letzten Saisonen wurde an zahlreichen Großveranstaltungen als Verein volley16wien teilgenommen. 2016 wurde der Verein mit seiner U11 und seiner U17 jeweils Österreichischer Meister. Mit der U12 wurde man österreichischer Vizemeister.

## Ziele (laut Vereins-Website)

### Kurzfristige Ziele
Aufgrund der vorhandenen ausgezeichneten Basis im Verein und der Kooperation mit Schulen und anderen Organisationen erscheinen folgende Ziele kurzfristig realisierbar:
- Platzierung unter den ersten acht Mannschaften in der WVL mit volley16wien mit ausschließlich jungen Spielerinnen aus dem eigenen Nachwuchs
- Wiener Meister in allen Altersklassen im weiblichen Bereich
- Platzierungen bei den Österreichischen Meisterschaften unter den ersten drei
- verstärkt Spielerinnen für die Österreichische Nationalmannschaften in allen Altersklassen zu stellen.
- Gründung eines Beachvolleyballzweiges
- Start und Weiterführung von Projekten, die die Rahmenbedingungen im Verein optimieren und den Frauensport generell stärken.
- Erhöhung der Mitgliederanzahl
- Finanzielle Entlastung für Mädchen aus sozial schwachen Familien
- Medizinische und physiotherapeutische Versorgung der Mitglieder

### Längerfristige Ziele
Die langfristige – bis 2020 angestrebte – Zielsetzung des Vereins beinhaltet:
- Platzierung unter den ersten vier in der WVL und damit Teilnahme am Europacup.
- Platzierungen bei den Österreichischen Meisterschaften im Nachwuchs unter den Top 3
- Den größten Anteil an Spielerinnen im Österreichischen Nationalmannschaften in allen Altersklassen zu stellen.
- Aus den Projektarbeiten gewonnene Erfahrungen und Erkenntnisse, insbesondere im gender-sensitiven Bereich, auf andere Vereine und Mädchenballsportarten zu übertragen.